# Карев, Алексей Тимофеевич
Алексей Тимофеевич Карев (1911—1992) — советский конструктор самолётов, лауреат Сталинской премии. Профсоюзный деятель.
Из семьи рабочих. Окончил Московский авиационный институт по специальности инженер-конструктор. Занимался, а потом сам проводил занятия в аэроклубе МАИ.
В конце 1930-х гг. — ведущий конструктор ОКБ Поликарпова. С 1939 г. ведущий конструктор по истребителю МиГ-1 (КБ Микояна).
В начале войны — главный инженер и парторг Авиаремонтной базы Западного фронта. С июня 1942 года начальник ремонтной базы завода № 30 НКАП.
С июня 1945 ведущий инженер по летным испытаниям истребителя И-300 (МиГ-9).
С 1950-х по 1963 год директор экспериментального завода ОКБ-155 Микояна и Гуревича.
В 1963—1977 председатель ЦК профсоюза рабочих авиационной и оборонной промышленности. В 1977—1981 председатель ЦК профсоюза рабочих общего машиностроения.
Лауреат Сталинской премии. Награждён орденом «Знак Почёта».